# Ingmar Bergman
  Ingmar Bergman  (suec: Ernst Ingmar Bergman)  (Parròquia de la Catedral d'Uppsala, 14 de juliol de 1918 - Fårö parish, 30 de juliol de 2007) fou un cineasta suec. És considerat un dels cineastes més importants de la història, per la magnitud de la seva obra i el seu compromís artístic.
Va dirigir més de seixanta pel·lícules i documentals per a la televisió i el cinema, els guions de les quals també escrivia, i va dirigir unes cent setanta obres de teatre. En la seva companyia d'actors trobem Harriet Andersson, Liv Ullmann, Gunnar Björnstrand, Bibi Andersson, Erland Josephson, Ingrid Thulin i Max von Sydow. Gran part de les seves pel·lícules van ser rodades a Suècia.
Les seves dues passions foren el teatre i el cinema. Per aquesta última, fou reconegut mundialment fins que el 1983 es va retirar de la direcció cinematogràfica amb Fanny i Alexander (quatre premis Oscar). Des d'aleshores, va col·laborar en guions i sobretot va escriure assajos més o menys autobiogràfics: Imatges o Llanterna màgica, entre d'altres. Els temes en la seva obra són: l'existència de Déu, l'ésser humà i la mort, l'exaltació de la joventut, la dona i el seu rol en la societat o el valor de la senzillesa. També la fe, la traïció, i la bogeria.
Bergman va estar actiu durant més de sis dècades. El 1976, la seva carrera es va veure seriosament amenaçada com a resultat d'una investigació per evasió d'impostos. Indignat, Bergman va suspendre algunes produccions pendents, va tancar els seus estudis, i va marxar a un exili autoimposat a Alemanya durant vuit anys.
L'any 1997, el Festival Internacional de Cinema de Canes, que celebrava el seu 50è aniversari, li va concedir la Palma de les Palmes, una «Palma d'honor» sols atorgada en aquella ocasió, que li van lliurar tots els guardonats fins aleshores amb la Palma d'or que es van poder reunir a Canes.

## Biografia

### Infància

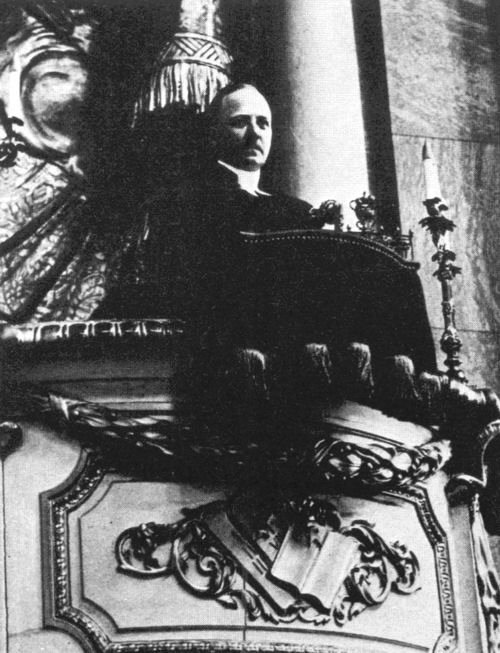
El pare d'Ingmar Bergman, Erik (1886-1970), pastor luterà, en la celebració d'un sermó a l'església Hedvig Eleonora a Estocolm el 1930 (aprox.).

Va néixer el 1918 a Uppsala, fill d'un pastor luterà, Erik, i de Karin Åkerblom, provinent d'una família benestant d'Estocolm. Ingmar va passar els primers anys seguint els moviments del pare per diversos llogarets a les cases parroquials. Va ser educat en els conceptes luterans del pecat, confessió, càstig, perdó i gràcia, que seran temes recurrents en les seves pel·lícules. Mentre la paternitat és certa, no és segur que Karin Åkerblom en fos la veritable mare; sembla que la mare natural és Hedvig Sjöberg.
El pare va començar el seu ministeri pastoral a l'hospital d'Uppsala i després va ser nomenat pastor de l'església Hedvig Eleonora a Estocolm i, finalment, capellà de la cort reial. Tot i ser un excel·lent orador, tenia un temperament irritable, com explica Bergman en la seva biografia: No podíem xiular, no podíem caminar amb les mans a les butxaques; de sobte decidia repassar una lliçó i si no la sabia era castigat. Patia molt per l'oïda molt sensible… els sorolls forts l'exasperaven.
Erik va donar al seu fill una educació molt estricta, les petjades se'n troben sovint en les seves pel·lícules, la figura del pare serà portada a la pantalla en tres pel·lícules: Fanny i Alexander (1982), Den goda viljan, de Bille August (1992) i Enskilda samtal, de Liv Ullmann (1996). La mare tenia una càrrega excessiva de treball, estava sempre molt tensa, incapaç de dormir, va prendre forts sedants, que van tenir efectes secundaris, com inquietud o ansietat.
És el segon d'una família de tres fills: un germà gran, Dag, i una germana més jove, Margareta, que ve al món quatre anys més tard. El jove Ingmar Bergman viu una infantesa turmentada; les relacions amb la seva mare i el seu germà són contrariades per les manipulacions i els xantatges afectius. El pare és un pastor luterà ambiciós. El presbiteri on viu la família és obert a tots els parroquians i s'ha de ser model. Sens dubte, cedint a aquesta pressió social, el pare sotmet la família a una disciplina extremadament rígida. Els nens són criats en l'acorralament obsessiu del pecat i del penediment. Els càstigs corporals són corrents i ritualitzats. L'autor conserva un traumatisme d'aquesta educació rígida que aflora en algunes de les seves obres. És per aquesta raó que el tema religiós es troba omnipresent en la seva filmografia seguint un recorregut personalíssim d'evolució autobiogràfica.
És al si dels parents de la família on s'obre. Passa el millor de la infantesa amb la seva àvia a Uppsala, que el porta al cinema. Ingmar Bergman descobreix per a aquest art una passió precoç. Un Nadal, una rica parenta regala als nens un cinematògraf. L'aparell és dotat de lents i d'un sistema de projecció. La bobina gira a mà i permet veure una petita pel·lícula en bucle. Aquest cinematògraf actua com la magdalena de Proust per al futur director, que batejarà més tard la seva societat de producció Cinematograph. Així, amb el seu germà Dag, van jugar de petits amb un teatre de titelles i aquesta llanterna màgica, on les històries inventades van jugar un gran paper, cosa que no abandonaria mai. I així, allò que buscava ho va trobar en el món fantàstic del cinema, amb les seves llums i les seves ombres. Als dotze anys, el seu pare aconsegueix que pugui visitar els estudis cinematogràfics suecs de Rasunda, als afores d'Estocolm. Per a ell és com «entrar al paradís».
Pel que fa al teatre, en el qual també fa carrera, hi va regularment des de jove. Ingmar Bergman té l'ocasió d'observar-lo en els bastidors gràcies a un músic que actua darrere l'escena per a una escenificació del Somni d'August Strindberg, un dels seus autors preferits i que ell mateix posarà en escena algunes vegades. Les seves lectures el porten també cap a Dostoievski, Balzac, Flaubert, Nietzsche…
En un programa d'intercanvi, marxa a Alemanya, a la regió de Turíngia, el 1934. El país és, llavors submergit en la tempesta nazi. La seva família d'acollida el porta a assistir a una demostració d'Adolf Hitler en un estadi esportiu a Weimar. Sens dubte, massa jove per disposar d'una certa perspectiva, es troba galvanitzat pel discurs del Führer. De tornada a Suècia, el medi en el qual viu, essencialment germanòfil, és igualment impregnat per la ideologia nazi. El seu germà és un dels fundadors i membre actiu del partit nacional-socialista suec. El traumatisme del descobriment dels camps d'extermini el conduirà a prendre distàncies amb la política. De fet, Ingmar Bergman no és un autor compromès i la seva obra està desproveïda de missatge polític.

### L'escola teatral

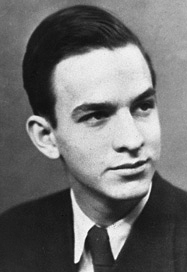
Bergman, de jove

El 1936, després d'una enèsima confrontació amb els pares, es va traslladar a Estocolm, on va anar a viure sol. Ingmar Bergman es matricula a la Universitat d'Estocolm el 1937 per estudiar història i literatura. Hi segueix els cursos de Martin Lamm, professor reputat, especialista de Strindberg i d'Emanuel Swedenborg. Els seus estudis, tanmateix, s'estronquen pel temps requerit, ja que estava gairebé consagrat completament al teatre. Participa aviat en l'activitat teatral d'un casal de joves, el Mäster Olofsgården, on posarà en escena peces de Strindberg, de Shakespeare, de Sutton Vane i de Doris Rönnqvist. Se li ofereix de manera episòdica la possibilitat de treballar amb professionals al si de l'Estudi dramàtic. Una temporada d'actor, però, acaba per donar un tomb definitivament cap a l'escenificació. Dirigirà també diverses peces del teatre d'estudiants, entre les quals El pelicà de Strindberg. Estableix aleshores una relació amorosa amb una erudita jove actriu. Aquesta relació arriba a les orelles dels seus pares, que reproven la vida tumultuosa del fill. De resultes d'una violenta explicació, Ingmar Bergman deixa definitivament la llar familiar per instal·lar-se amb la seva amant. La relació s'acaba, no obstant això, quan Ingmar Bergman li proposa una gira per Suècia, que alhora precipita la fi dels seus estudis.
A la primavera del 1939, en la necessitat de trobar una feina, intenta sense èxit un contracte al Teatre Reial Dramàtic d'Estocolm. Una noia del grup de ball el va ajudar econòmicament fins que va aconseguir treball d'apuntador a l'Òpera Reial d'Estocolm per a l'Orfeu en els inferns d'Offenbach, amb un sou de tretze corones per nit. El jove, arribat a la seguretat financera, va començar a escriure intensament i, en l'espai de dos anys, escriu dotze drames i una òpera lírica.
Fa els primers passos al costat de Ragnar Hyltén-Cavallius, cineasta i escenògraf reconegut. La Segona Guerra Mundial esclata quan Ingmar Bergman ha de complir el servei militar, però de seguida és desmobilitzat a causa d'una úlcera. De repòs a ca l'àvia a Dalécarlie, escriu una dotzena d'obres teatrals i una òpera. El 1942, posa en escena una d'aquestes, La mort de putxinel·li, inspirada en obres de Strindberg. Al final de la representació, s'hi acosta Carl Anders Dymling, director de la Svensk Filmindustri, i Stina Bergman, directora del servei dels guions, que li proposen una feina per escriure i repassar els guions produïts per la societat, i el contracten amb un sou de cinc-centes corones al mes.

### Primeres passes a l'Svensk Filmindustri
Integrat en un equip de sis guionistes, de vegades l'envien als rodatges per corregir diàlegs. Els mètodes d'escriptura són copiats dels mètodes americans aleshores de moda. Ingmar Bergman prefereix, tanmateix, les pel·lícules franceses de l'època: Jean Renoir, Marcel Carné, Julien Duvivier. Coneix Gustaf Molander, a qui fa llegir un guió inspirat en els seus anys d'estudis. Aquest en recomana l'adaptació per a la producció i confia la direcció a Alf Sjöberg. Ingmar Bergman fa mans i mànigues per assistir al rodatge; hi obté un lloc de noi dels guions. Impacient per destacar, intenta moltes vegades immiscir-se en el treball del realitzador. Debades. El jove guionista és posat en el seu lloc. Hets s'estrena el 1944, i és la història d'un professor, conegut com a Calígula, sever i opressiu amb els seus alumnes. L'actor protagonista, Stig Järrel, va ser maquillat per assemblar-se al cap de la Gestapo, Himmler. La pel·lícula va ser molt apreciada, sobretot com un atac al nazisme. La pel·lícula és prou remarcable per formar part de la selecció del Festival Internacional de Cinema de Venècia.

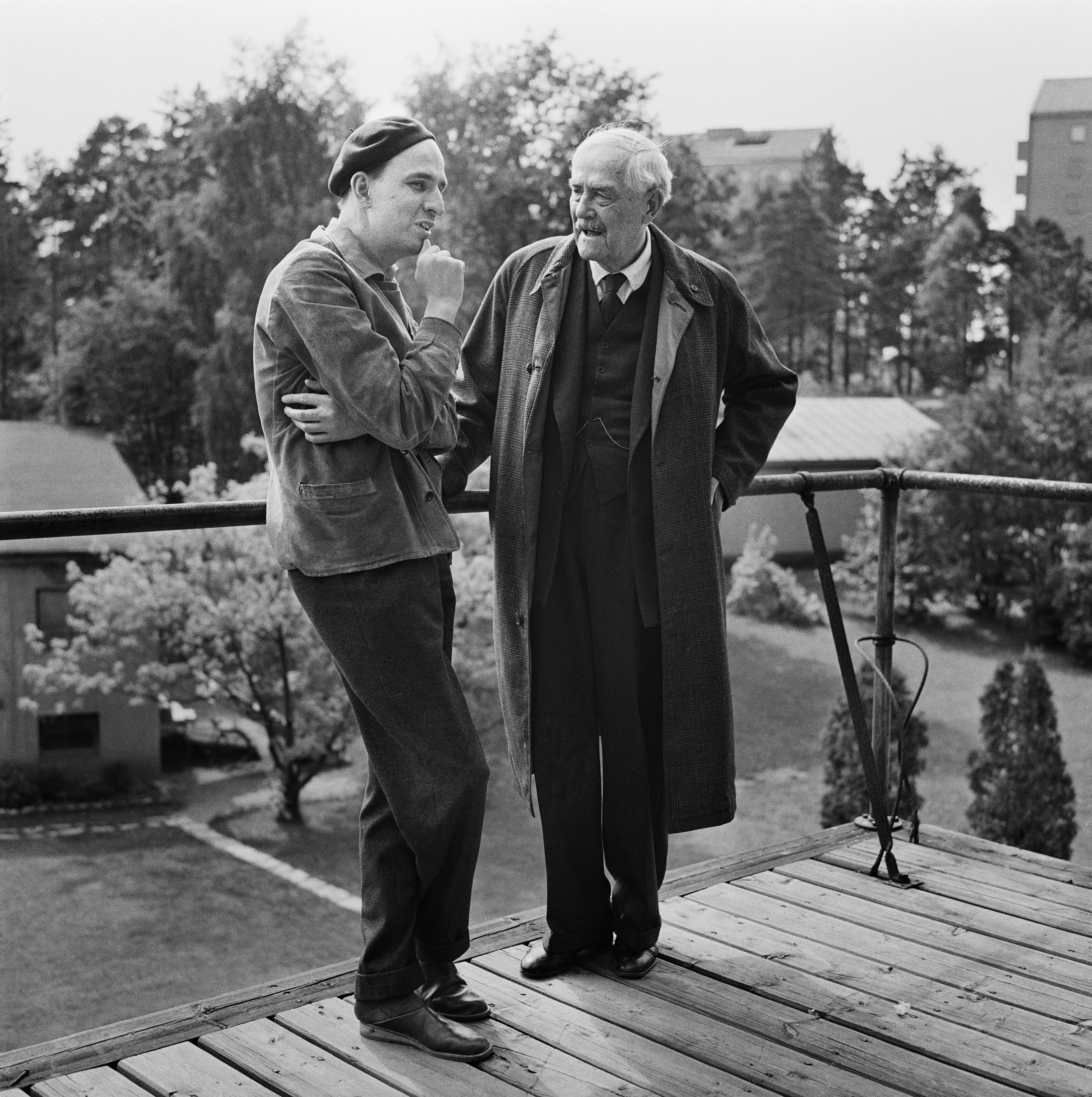
Aquí en companyia de Victor Sjöström en el rodatge de Maduixes silvestres. El veterà del cinema suec aconsella Ingmar Bergman en la seva primera pel·lícula

Paral·lelament, el municipi de Helsingborg busca salvar el seu teatre municipal i en proposa la direcció a Ingmar Bergman. El teatre és en un estat llastimós, però hi accepta. Llavors, estava casat amb una jove ballarina i coreògrafa, Else Fischer, que ha donat a llum una nena a final de l'any 1943. El bebè i la seva mare són atesos de tuberculosi i Ingmar Bergman enllaça posades en escena i guions per fer cara a les despeses d'hospitalització. El 1945, la Svensk Filmindustri li encarrega l'adaptació i la realització d'una obra. Ingmar Bergman s'hi entusiasma, però peca d'orgull i no fa cas de la seva manca d'experiència. El rodatge té lloc a l'estiu en condicions catastròfiques. S'enemista amb el cap operador, més centrat en el documental; amb prou feines pot dominar el seu personal, hi ha mal temps en el moment del rodatge dels exteriors, el laboratori espatlla la pel·lícula i la producció ha de lamentar un accident del treball en una presa a l'estudi.
Al llarg de la prova, recull els consells del cineasta Victor Sjöström i els del seu muntador experimentat, Oscar Rosander, que l'ajuda a posar la pel·lícula en marxa; col·laborarà en totes les pel·lícules d'Ingmar Bergman fins a Kris, primera pel·lícula realitzada per Ingmar Bergman, el 1946. És la història d'una noia que, després de moltes aventures, finalment, retroba la seva mare i es casa amb el jove que feia molt de temps que estava enamorat d'ella. El tema de la pel·lícula és el xoc entre les generacions i, com escriu Alfonso Moscato, es tracta «d'un xoc que, en l'equilibri de la normalitat, es veu agreujat pel materialisme rampant en la societat de postguerra».

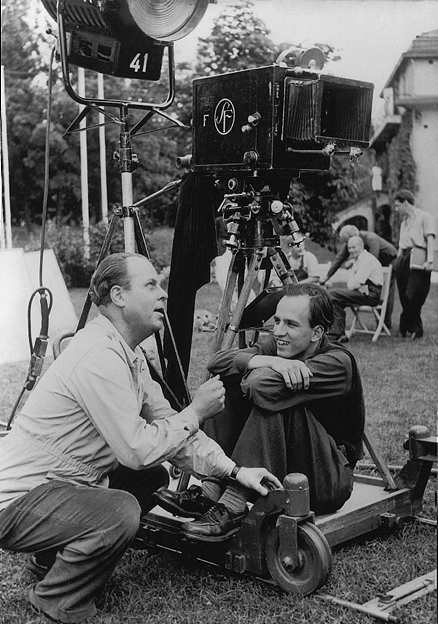
Durant la producció de Kris

Ingmar Bergman segueix el seu treball en el teatre municipal de Helsingborg i continua escrivint guions per a la Svensk Filmindustri. Munta una de les seves obres, Rachel i l'acomodadora de cinema, que adaptarà més tard per a Kvinnors väntan. La seva dona, que inicialment hi havia de fer de coreògrafa, ha de ser reemplaçada per la seva malaltia. Li recomana una amiga: Ellen Lundström, amb la qual té una relació que el porta al divorci. A la tardor de 1946, la jove parella es trasllada a Göteborg, on Ingmar Bergman obté un lloc d'escenògraf al teatre municipal. El director Torsten Hammarén es converteix en el seu mentor i li ensenya tècniques d'escenificació per a una peça d'Albert Camus, Calígula, amb l'artista Anders Ek.
Després del fracàs de Kris, la Svensk Filmindustri no renova l'experiència de la realització amb Ingmar Bergman. Dirigeix aleshores amb el productor Lorens Marmstedt les seves tres pròximes pel·lícules: Det regnar på vår kärlek, (1946), Skepp till India land, (1947) i Musik i mörker, (1948). Sobre Det regnar på vår kärlek, Bergman mateix admet que és una pel·lícula de mala qualitat per la manca de domini dels mitjans tècnics que hi havia en aquell moment. No obstant això, al treball no li falten idees interessants que anticipen la forma de fer cinema de Bergman. Aquestes primeres pel·lícules estan també molt influenciades pel cinema francès dels anys 1930 i sobretot per Marcel Carné. Deixa anar una violenta revolta contra la religió i la família. A excepció de Musik i mörker, la crítica deixa com un drap brut el seu cinema, que troba molt subversiu i immadur. El 1947 adaptarà, gràcies a la confiança de Marmsted, dues obres teatrals, i escriu el guió de Kvinna utan ansikt, (1947), per a Gustaf Molander i comença una activitat d'escenògraf a la ràdio amb un text original, La ciutat (1951), inspirat en Berlín, en la seva estada a Alemanya. En Skepp till India land i  Musik i mörker, el tema predominant és el malestar juvenil i la fugida de la realitat que caracteritza el seu cinema després de Det regnar på vår kärlek, amb les quals es pot dir que acaba la fase romàntica de la seva producció.
L'atenció suscitada per aquest últim treball empeny la Svensk Filmindustri a encarregar-li, el 1948, el guió de La fúria del pecat d'Eva, dirigida per Gustaf Molander i una pel·lícula, Hamnstadt, basada en una novel·la d'Olle Lansberg. El fracàs de la pel·lícula, però, va donar lloc a una nova retallada de fons.
Però gràcies a l'ajuda de Lorens Marmsted, Bergman serà capaç de realitzar en el mateix any Fängelse, adaptació d'un dels seus guions i primera pel·lícula significativa de la seva carrera. La pel·lícula, encara que no és una obra mestra, va despertar un cert interès, prou per convèncer els de Svensk Filmindustri a donar més confiança al director, que pogué realitzar el 1949 la pel·lícula Törst, adaptació de la novel·la de Birgit Tengroth, interpretada de manera magistral per Victor Sjöström, i Sånt händer inte här, una pel·lícula anticomunista, de la qual no signa, però, el guió, que narra la història d'un refugiat que a l'Estocolm de la Segona Guerra Mundial tracta d'escapar dels espies comunistes.

### Maduració

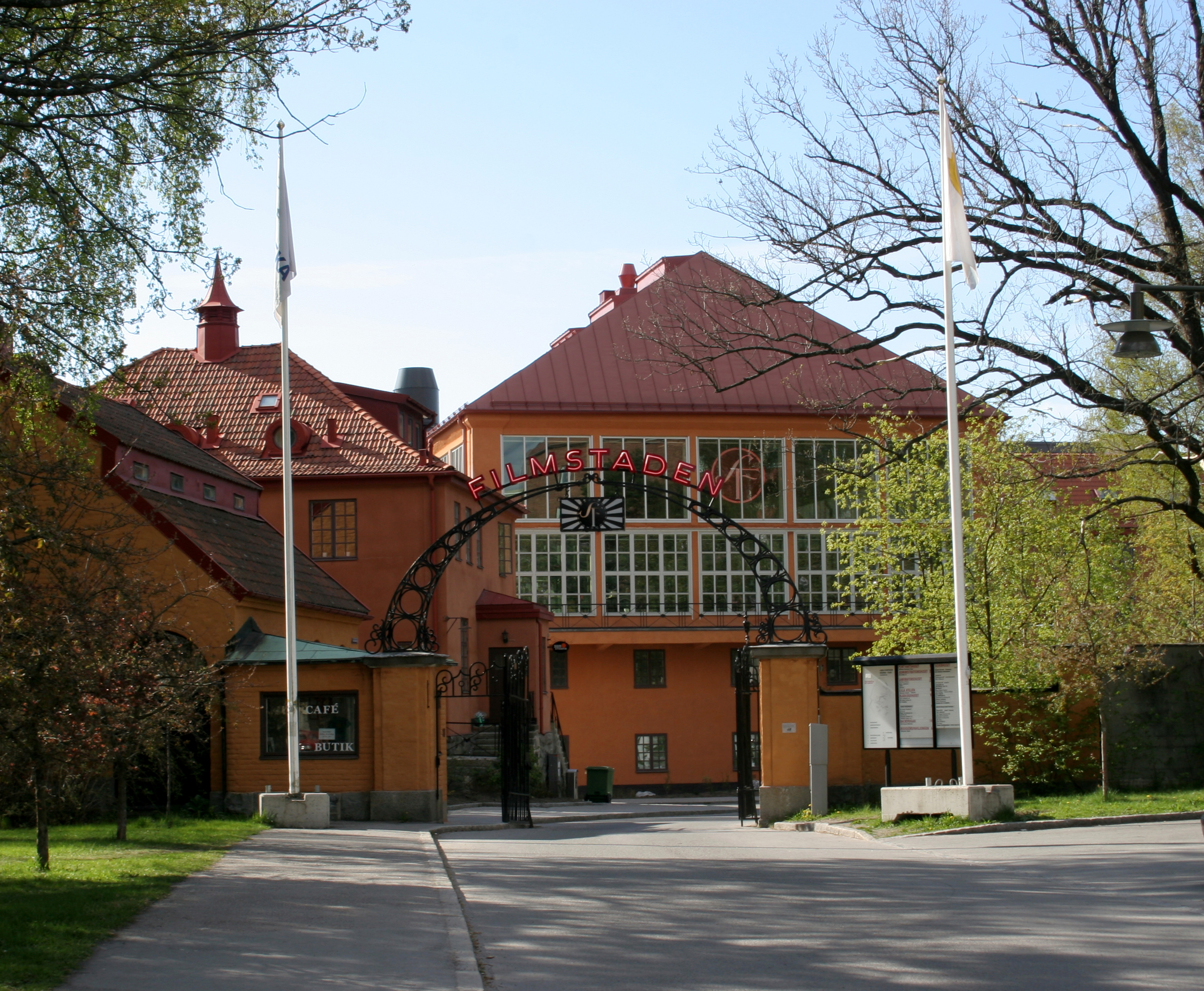
L'entrada de Filmstaden, els estudis de la Svensk Filmindustri a Råsunda, a prop d'Estocolm. Ingmar Bergman hi va gravar la majoria de les seves pel·lícules

El 1949, Ingmar Bergman marxa a Cagnes-sur-Mer amb l'actor Birger Malmsten per escriure-hi un guió en el marc d'un nou contracte amb la Svensk Filmindustr. Signa per primera com a director i guionista amb Fängels (1949), i guanya en seguretat. La seva activitat artística és desbordant, alternant escenificacions teatrals i cinematogràfiques amb anades i tornades constants entre Estocolm i Göteborg, a costa de la seva relació amb Ellen Lundström, que el deixa (1950). En l'estada a la ciutat de la costa Blava es queda sol; Birger Malmsten de seguida és absorbit per una relació sentimental. Ingmar Bergman escriu, doncs, sol el guió de Till glädje (1950). En el transcurs del rodatge, rep la visita de Gun Hagberg, crítica d'una revista cinematogràfica. Seduït immediatament per ella, el realitzador comença una relació i, tan aviat com s'acaba la pel·lícula, se'n va amb ella a París, trencant amb la seva esposa. A la tornada, s'instal·la amb la seva nova amant a Estocolm. La vida de la parella coneix alts i baixos. Finalment, els fills que Gun Hagberg ha tingut del seu precedent matrimoni es reuneixen amb ella a la fi de 1950 mentre que d'aquesta unió en neix un altre. Ingmar Bergman es troba que ha de mantenir tres famílies. Li falta, però, feina.
El mateix 1950 va escriure Sommarlek, que pateix intensament l'estat d'ànim de Bergman en aquell moment i que mostra, per la primera vegada, totes les seves possibilitats expressives. Declara en una entrevista amb Jörn Donner: «Va ser la primera pel·lícula en què vaig començar a sentir-me realment capaç d'expressar-me: era el més semblant a dirigir una pel·lícula. En aquell moment, jo estava en el que es coneix com a tècnica de preparació ràpida, i de fet en l'aspecte tècnic, estava preocupat, insegur i brut. Però hi ha una cosa a tenir en compte: que en aquell moment la tècnica era molt més complicada que avui en dia.»
Durant l'estiu 1950, la indústria cinematogràfica sueca està en vaga amb l'objectiu d'obtenir millors condicions de treball. El moviment s'eternitza. Ingmar Bergman travessa llavors greus dificultats financeres i ha de sol·licitar un important préstec a la Svensk Filmindustri que li concedeix a canvi d'una exclusiva sobre diversos guions i dels honoraris a la baixa. Accepta realitzar pel·lícules publicitàries per a sabons i una obra d'encàrrec, Això no passaria aquí. Fins a la primavera de 1951 no s'acaba la vaga. El realitzador enllaça llavors dos rodatges: el de Kvinnors väntan (1952) que té exteriors a París i en què Gun Hagberg va inspirar el personatge del director de Karin Lobelius, i és presentada l'any següent al Festival Internacional de Cinema de Venècia, sense gaire èxit. I L'estiu amb Monika, (1953), que té lloc a l'arxipèlag d'Estocolm i que es considera una pel·lícula escàndol, a causa de la sensualitat insolent de l'actriu Harriet Andersson, que, girant-se espontàniament cap a la càmera, ofereix un dels millors primers plans de tots els temps, segons el mateix Ingmar. L'actriu, en aquest moment tenia només vint anys i Bergman es lligarà sentimentalment a ella: Harriet Andersson esdevindrà, amb nou pel·lícules realitzades amb el director suec, una de les seves actrius favorites.

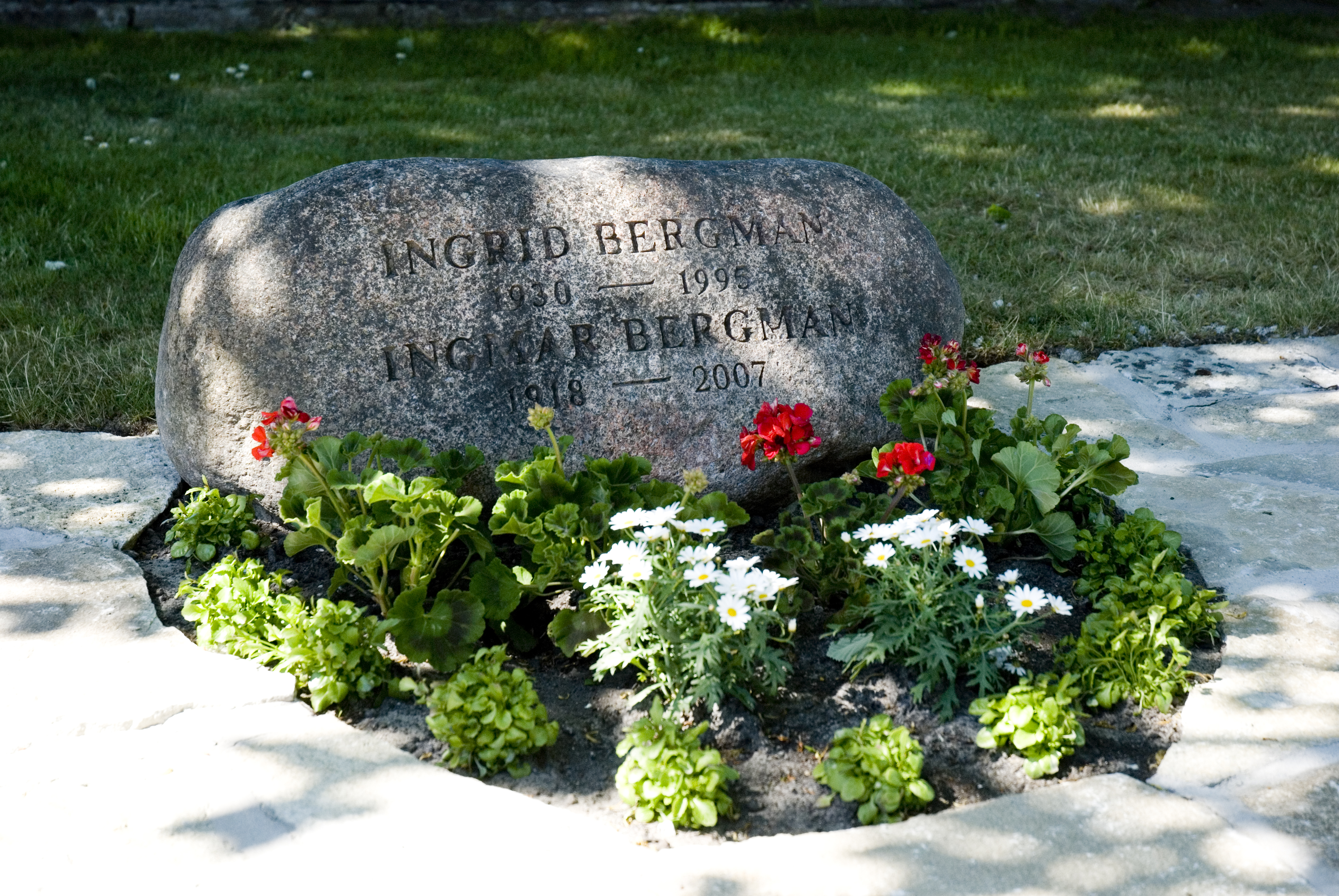
La tomba del cineasta suec Ingmar Bergman i la seva esposa Ingrid von Rosen (Ingrid Bergman)

El 1953, estroncada l'aspiració a ser adjunt del Dramatic Teatern a Estocolm, va acceptar l'oferta del Stadsteater, el Teatre Municipal de Malmö, que el va contractar com a director artístic i en el qual va romandre durant vuit anys, produint tretze obres. Executa diverses escenificacions, algunes pouant del repertori clàssic (Peer Gynt, El misantrop), l'opereta La vídua alegre, així com dues de les seves pròpies peces: Pintura sobre fusta i Homicidi a Bajärna. Continua també les seves adaptacions radiofòniques d'obres de Strindberg i les Bodas de sangre de Federico García Lorca (1952).
El mateix any 1953, Bergman posa en escena Sis personatges en cerca d'autor de Luigi Pirandello i El castell de Kafka, amb l'adaptació de Max Brod, mentre que en el cinema va produir una pel·lícula molt trista ambientada en el món del circ anomenada Gycklarnas afton. El 1954, posa en escena en el teatre de Malmö un ballet amb el nom Jocs crepusculars, mentre que en el cinema passa del drama a la comèdia amb En lektion i kärlek.

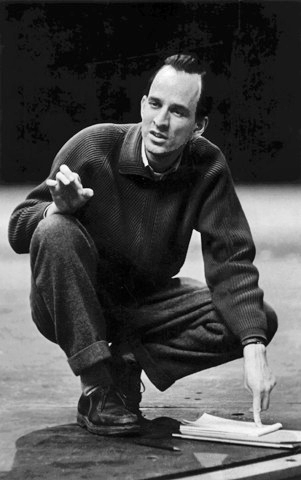
Bergman al Malmö Stadsteater el 1958, durant la seva etapa como a director artístic

El 1955, va fer una comèdia que els crítics han jutjat mediocre, Kvinnodröm, i la pel·lícula que el va fer conèixer al públic de tot Europa, Somriures d'una nit d'estiu, obra refinada entre la comèdia i el drama, que va ser premiada al Festival Internacional de Cinema de Canes pel seu humor poètic. Així, entre 1956 i 1959, arriba la seva consagració internacional. A la tardor de 1955, després del rodatge de Somriures d'una nit d'estiu, víctima de la sobrecàrrega i d'una úlcera que arrossega ja des de fa anys, és hospitalitzat.
Durant aquest temps, es va perfeccionar la cooperació ja establerta amb alguns actors, que esdevindrà presència estable en les seves pel·lícules: a més de l'esmentada Harriet Andersson, Gunnel Lindblom, Max von Sydow, Erland Josephson, Ingrid Thulin i Bibi Andersson.
Ja iniciada La presó, la maduració del cinema de Bergman està a punt amb El setè segell. La influència del cinema francès d'abans de la guerra s'ha esborrat en benefici d'un estil més personal. Hamnstad (1948) o Monika encara són influenciats pel cinema italià neorealista, però el seu estil personal es consolida. En les pel·lícules que dirigeix entre 1948 i 1955, hom troba moltes característiques de l'empremta personal del realitzador: interrogacions metafísiques sobre la vida i la mort (Fängelse), erotisme imponent (Monika, Kvinnors väntan, Gycklarnas afton), desil·lusió conjugal (Kvinnors väntan, En Lektion i kärlek, Somriures d'una nit d'estiu), i l'espectacle (Fängelse, Cap a l'alegria, Gycklarnas afton).
La seva visió de la feminitat desentona. En aquesta temàtica, el seu llenguatge cinematogràfic es posiciona més del costat de la dona; és a través de la seva mirada que se'n fot de l'actitud dels homes: els personatges femenins són matisats quan els personatges masculins són, al contrari, del tipus normal.

### Reconeixement

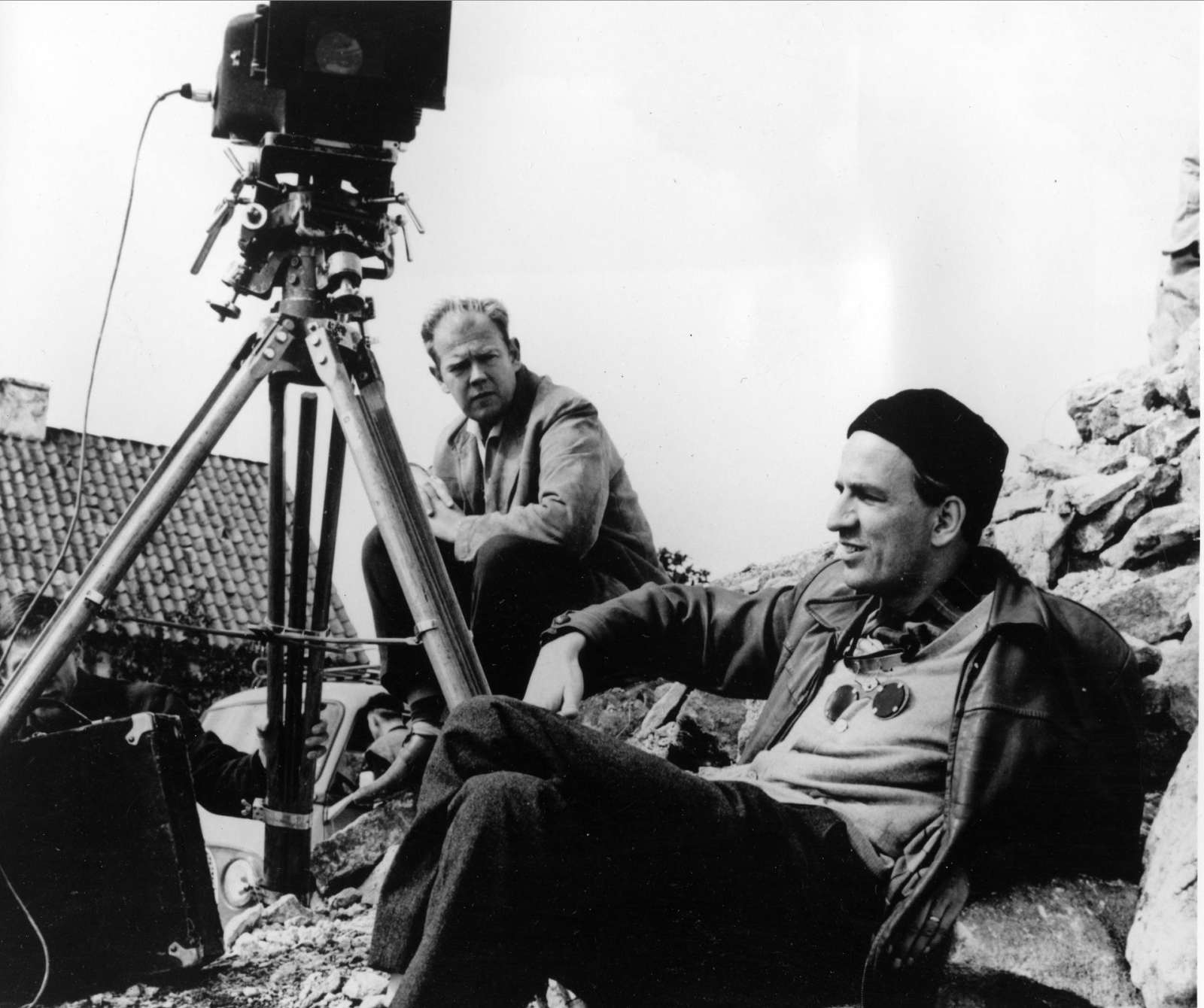
Ingmar Bergman i Sven Nykvist en el rodatge dA través del mirall

La reputació d'Ingmar Bergman passa les fronteres sueques amb Somriures d'una nit d'estiu, que és seleccionada al Festival de Canes el 1956. Per la pel·lícula, el part de la qual s'ha fet amb dolor, hi ha una sorpresa apreciable i obté d'altra banda un «premi de l'humor poètic» (sic). Però és en la selecció de l'any següent on destaca amb El setè segell. 
| «                                                 | CAVALLER: Vull saber. No creure. No donar-ho per fet. Vull saber. Jo vull que Déu em doni la mà, em reveli la seva cara, em parli. MORT: Però ell no es pronuncia. | » |
| — Ingmar Bergman, El setè segell d'Ingmar Bergman | |   |

 La pel·lícula, més greu, és l'adaptació d'una de les seves pròpies peces d'un sol acte (Pintura sobre fusta) –de cinquanta minuts– per a una mostra de recitació d'estudiants de l'Acadèmia Dramàtica a Malmö. Dos anys més tard, Bergman va expressar el seu desig de fer-ne una pel·lícula, però el productor es va negar: va caldre esperar l'èxit al Festival Internacional de Cinema de Canes de Somriures d'una nit d'estiu per reviure'n el projecte. Aquesta vegada la resposta va ser positiva, sempre que la realització de la pel·lícula no durés més de trenta dies. En la seva autobiografia, Bergman escriu sobre la pel·lícula: «és una pel·lícula molt estimada per a mi perquè va ser rodada amb escassos recursos, apel·lant a la vitalitat i l'amor». La intriga sota forma d'al·legoria gira al voltant de la mort i del judici final. L'acollida de la crítica és entusiasta. El clau es rebla amb Maduixes silvestres, en la qual fa actuar un dels pioners del cinema suec, Victor Sjöström que actuava ja en Cap a l'alegria. És sens dubte la pel·lícula més famosa, de renom internacional i duradora de Bergman: Maduixes silvestres, estrenada el 1958, en un període d'intens treball en el teatre de l'autor. S'hi va dedicar amb gran cura, tant que al final del rodatge va haver de ser internat en una clínica per esgotament nerviós. La pel·lícula és una meditació serena sobre la vida i la mort i va rebre l'Os d'Or del Festival de Berlín i el Premi de la Crítica del Festival de Venècia.
Però el cansament no va impedir que el director, després de només tres mesos, tornés a treballar a les pantalles amb una nova pel·lícula sueca Nära livet, que li va valer el premi a la millor posada en escena i als quatre protagonistes un premi únic per la seva interpretació. La crítica, però, no va acceptar la pel·lícula amb entusiasme. Va ser relegada com una de les seves obres menors.
Els estudis suecs li deixen via lliure i plena llibertat de creació. El realitzador rep també sol·licituds de diversos països per rodar pel·lícules. No obstant això, preferirà continuar rodant a Suècia. Ingmar Bergman té des d'aleshores el costum d'alternar teatre, tot l'any, i cinema, l'estiu. Li agrada envoltar-se del seu propi equip de compatriotes, com Victor Sjöström o Mauritz Stiller, que es van exiliar als Estats Units per finalment caure en l'ostracisme.Le Terrain Vague.

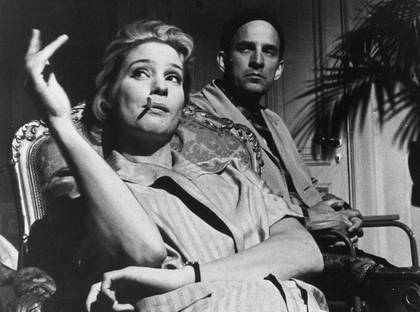
Ingmar Bergman i Ingrid Thulin durant el rodatge de Tystnaden

Bergman aviat es va refer i, l'agost de 1958, als estudis suecs de Råsunda, roda la seva vintena pel·lícula, Ansiktet, en la qual explora de nou el món de la representació i que va guanyar, el 1959, el premi especial del jurat al Festival de Cinema de Venècia al «Millor Director, estil i originalitat poètica», mentre que el Lleó d'Or va ser atorgat ex aequo a La grande guerra de Mario Monicelli i a Il generale Della Rovere de Roberto Rossellini. Els periodistes, però, volien donar a Ansiktet, com un senyal de controvèrsia, el Premi Pasinetti a la millor obra de l'edició. Després d'Ansiktet, Bergman es va donar un descans, posant fi a la col·laboració amb el Malmö Stadsteater i ralentint l'activitat cinematogràfica. Va fer una gira per París i Buenos Aires i l'u de setembre de 1959 es va casar per quarta vegada amb la pianista Käbi Laretei, de la qual va tenir un fill, Daniel Sebastian, a qui dedicaria anys després el curtmetratge titulat Daniel. En l'interval, va morir el director de l'Svensk Filmindustri i va ser nomenat en el seu lloc un amic de Bergman, Manne Fant, que immediatament el va convidar a treballar com a assessor artístic. En aquests anys, també va treballar en la recentment creada televisió sueca realitzant Venetianskan el 1958, Rabies el 1959 i Oväder el 1960.
Malgrat el talent que li és des d'aleshores reconegut, les pel·lícules següents La font de la donzella, agafada d'una balada sueca del segle xiv, que li va valer el seu primer Oscar (1960) i Djävulens öga (1960), són poc apreciades per la crítica. La font de la donzella, a diferència de films anteriors, tracta un tema religiós i renuncia gairebé íntegrament al diàleg per basar-se únicament en les imatges que s'executen amb un ritme lent i creen un fort lirisme i un ambient reflexiu. Djävulens öga, per contra, és una obra més alegre, amb un títol que traduït, vol dir L'ull del diable.
En aquesta època, estava pensant a fer una pel·lícula diferent de les altres, en una illa. Així que va anar a visitar les Illes Orkney, però no li satisfan i, per suggeriment d'algú, va anar al mar Bàltic i descobreix l'illa àrida i desolada de Fårö, el paisatge ideal que inspirarà la trilogia del silenci de Déu. Såsom i en spegel, Els combregants (1962), premiada a Berlín i Viena, i Tystnaden (1963).
Cal esperar Såsom i en spegel (1961) perquè el cineasta recuperi els seus llorers: va rebre l'Oscar a la millor pel·lícula de parla no anglesa i va ser presentada al Festival Internacional de Cinema de Berlín. La pel·lícula té ressonàncies metafísiques, buscant l'existència de Déu per l'intermediari de la bogeria del seu personatge principal, Karin, interpretat per Harriet Andersson. És anunciat inicialment per Ingmar Bergman com la primera obra d'un tríptic de «pel·lícules de cambra», completat per les seves dues pel·lícules següents: Els combregants (1963) i Tystnaden (1963), una de les seves pel·lícules més escandaloses. Però el cineasta tornarà més tard sobre la intenció de constituir una trilogia. Såsom i en spegel marca, segons ell, el final d'un cicle i Els combregants, una ruptura. Aquesta última pel·lícula, molt inspirada pel seu pare, arregla els seus comptes amb Déu mitjançant un pastor que perd la fe; l'existència de Déu es troba bruscament sacsejada i el món apareix als ulls del personatge en tota la seva cruesa. El silenci no conté cap temàtica religiosa, contràriament a les dues pel·lícules precedents. Tracta de la relació tèrbola que mantenen dues germanes en un estat de setge en un país desconegut. Però, tot i xocar amb una part de l'opinió a causa d'escenes explícites, la pel·lícula rep els elogis de la crítica i es considera una obra mestra.
| « | Quan reso crec ser creient. | » |
| — |                             |   |

Al cim de la seva carrera teatral, és finalment designat director del Teatre reial dramàtic d'Estocolm el gener de 1963 i comença a exercir-hi el juliol. Hi posa en escena Qui té por de Virginia Woolf? d'Edward Albee. L'estrena de l'obra coincideix, d'altra banda, amb la sortida de Silenci i, a causa de la seva temàtica sulfurosa, participa en la polèmica provocada pel film. Segueixen les posades en escena de La llegenda de Hjalmar Bergman, Tres ganivets de Wei, escrita pel poeta suec Harry Martinson i Hedda Gabler, peça del cèlebre dramaturg Henrik Ibsen, amb l'actriu Gertrud Fridh.
| « | Res més fàcil que espantar un espectador. Se'l pot literalment embogir, ja que la majoria de la gent té en alguna part del seu ésser alguna por a punt de sortir. | » |
| — | |   |

Dirigeix el Don Joan de Molière, del qual es farà una adaptació televisiva per a una cadena pedagògica. De manera general, les posades en escena d'aquesta època no satisfan Ingmar Bergman, que estima haver estat massa aclaparat per les seves funcions de director per concentrar-se en les seves creacions. El 1963 produeix Ett Drömspel, una pel·lícula per a la televisió i el seu primer llargmetratge en color, d'inspiració autobiogràfica, För att inte tala om alla dessa kvinnor, que es va presentar fora de concurs a la cerimònia d'obertura del XXV Festival de Cinema de Venècia el 1964, provocant reaccions oposades i jutjat per més d'un, com un interludi després de les fatigues de la trilogia. La pel·lícula, que es defineix com una comèdia lleugera, decep i, en opinió del mateix Bergman, és una fallida completa. Com escriu Grazzini, es tracta d'«una broma autobiogràfica, un dia de festa, però també un bumerang. Al cim de la fama, aclamat com un dels grans mestres del cinema contemporani, amb Bergman pots estar en perill de mort si te'l prens massa seriosament. Ell coneix els perills que comporten l'esplèndid aïllament de l'artista. Si mires a l'interior, veus que els crítics tenen el mateix tremolor que en Såsom i en spegel quan enfrontava l'obra d'art i la seva inspiració… Vam riure només per ser una comèdia. Però Bergman té el dret de fer-nos bromes de mal gust.»

### Persona, dualitat i parella

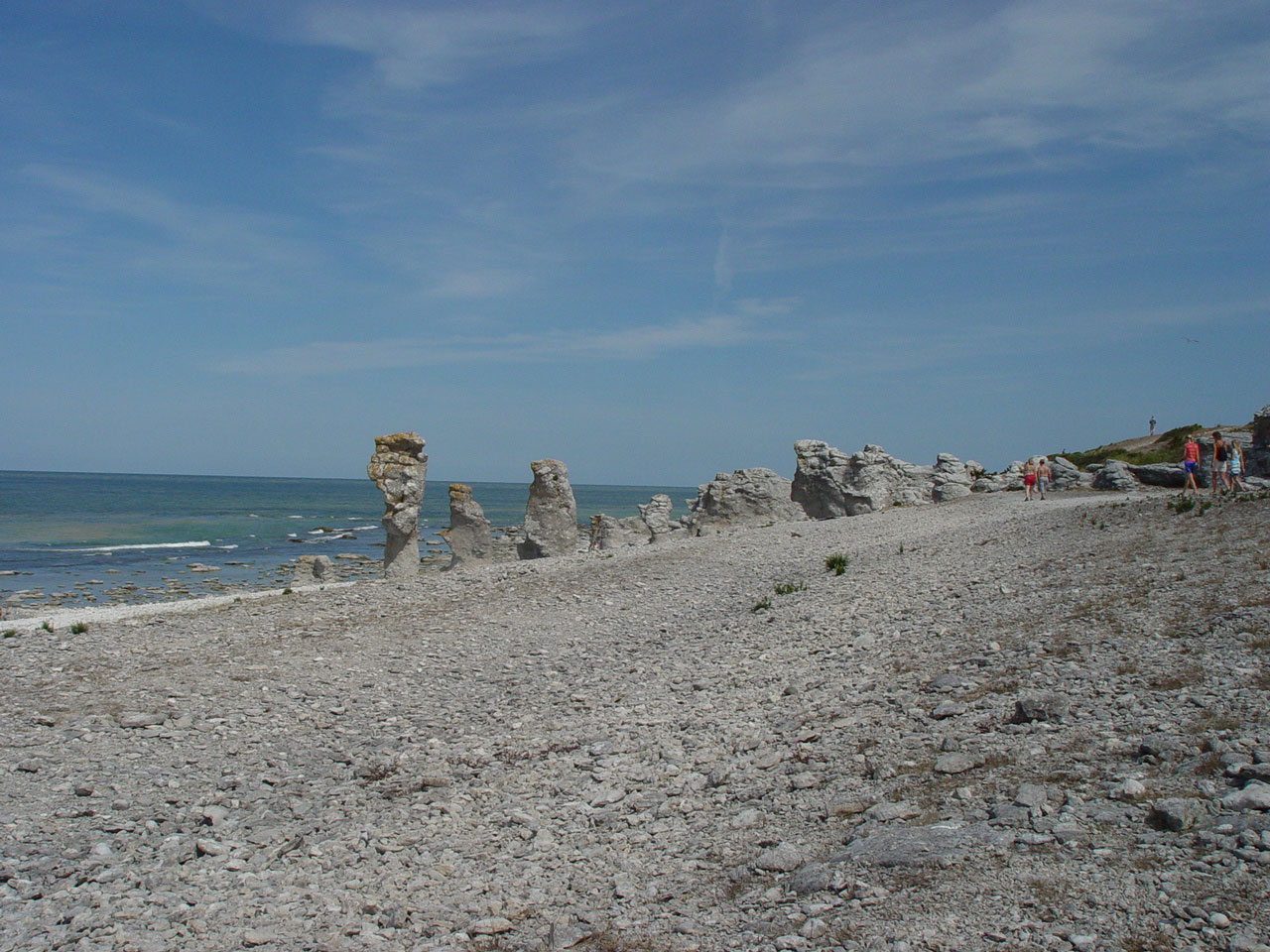
Ingmar Bergman cau sota l'encant de l'illa de Fårö. Hi construeix una casa i hi roda algunes de les seves pel·lícules, entre les quals Persona

Després de För att inte tala om alla dessa kvinnor, i durant l'estiu de 1965, va arrencar el juliol de 1965 a l'illa de Fårö el rodatge de Persona, una de les pel·lícules més importants de la filmografia de Bergman. Descoberta en el rodatge d'A través del mirall, l'illa va esdevenir l'indret predilecte del cineasta. Hi fa construir una casa que serà la seva jubilació fins a la seva mort. Com dirà a Jörn Donner en l'entrevista Com en un mirall: «Estava en aquest paisatge de Fårö, amb la seva absència de color, la seva duresa i les seves proporcions extraordinàriament sofisticades i precises, on un té la impressió d'entrar en un món que és extern, i que no és més que una petita partícula, com els animals i les plantes. Com va passar no ho sé, però aquí se m'han fet arrels i ara crec que la meva vida té les arrels una altra vegada.» Inicialment, l'autor tenia l'ambició de respondre a un encàrrec de la Svensk Filmindustri dirigint una pel·lícula de gran pressupost titulada Els caníbals. Però cau molt malalt i es veu obligat de plantejar-se les seves ambicions a la baixa; ataca un guió més tancat que comprèn només dos personatges. El guió s'inspira en la semblança entre les actrius Bibi Andersson i Liv Ullmann. Ullmann és en aquesta època una estrella ascendent de l'escena noruega. La primera encarna una infermera; vigila la segona, una actriu de teatre que s'ha reclòs en un mutisme sobtat. Les dues dones es troben en una casa aïllada. Aquesta confrontació porta l'una i l'altra a experimentar la seva identitat.
Persona és el terme llatí per designar la màscara que portaven els comediants en les tragèdies antigues. La pel·lícula juga amb la dualitat de l'individu, esquarterat entre el seu jo en la societat, i el seu jo íntim i autèntic. L'esquema intel·lectual recorda els conceptes de Carl Gustav Jung, que precisament utilitza la noció de persona per oposar-lo a l'ànima o psique. L'obra explora també el silenci, la incomunicabilitat i, precisament, defensa la idea d'una necessària comunicació entre els individus. La pel·lícula trastorna la crítica per la seva riquesa i la sobrietat del seu tractament.
Persona surt el 1966. Fet excepcional en la carrera d'Ingmar Bergman, cal esperar dos anys la sortida d'un nou llargmetratge del realitzador. En l'interval, contribueix a una pel·lícula d'esquetxos, Stimulantia, concebuda per un grup de directors joves, com ara Richard Donner, i no tan joves, com Gustaf Molande, que va tenir com a objectiu identificar les coses més estimulants de la vida. Bergman va triar com a tema de la seva obra el nen, i va dedicar el seu episodi al seu fill Daniel, nascut de la seva unió amb el pianista Kabi Lareteien, però la seva activitat en el transcurs d'aquests dos anys és sobretot consagrada a la direcció del seu teatre, a l'ull de la crítica sueca.
| « | La primera cosa que han d'aprendre els joves alumnes d'art dramàtic no és l'embriaguesa del teatre sinó les seves exigències. | » |
| — | |   |

A més, el moviment de maig del 1968 a Suècia estigmatitza Ingmar Bergman com una figura del passat. Es troba marginat en el medi cultural i expulsat del Conservatori suec d'art dramàtic on ensenya. Munta representacions teatrals a l'estranger: Sis personatges en cerca d'autor a Oslo el 1967 i Hedda Gabler a Londres el 1968. La influència del seu treball té repercussions sobre la seva vida privada. El seu matrimoni s'erosiona a poc a poc fins a la ruptura; el cineasta manté, d'altra banda, una relació amb Liv Ullman des del rodatge de Persona. En definitiva, després de tres anys i mig a la direcció del Teatre nacional d'Estocolm, acaba per deixar-ho.
El 1966, Bergman reprèn el manuscrit que havia esbossat l'estiu de 1965, Els caníbals, que després d'haver-lo reestructurat, en va néixer la pel·lícula de semiterror Vargtimmen (L'hora del llop). Vargtimmen (1968) és en la línia de Persona, una pel·lícula intimista centrada sobre dos personatges, en aquest cas una dona i un home, aïllats en una illa. El pes és portat sobretot pel personatge masculí, l'artista, del qual el realitzador ens fa veure les fantasmagories i les turpituds. A tal efecte, recorre a seqüències oníriques plàsticament fortes. Les dues pel·lícules següents, Skammen i Passió 1969), són interpretades pels mateixos actors, Liv Ulman i Max Von Sydow.
El director, per la seva banda, havia transformat l'illa de Fårö en uns estudis de cinema i va realitzar, el 1967, la pel·lícula sobre la guerra Skammen (La vergonya), film molt controvertit i polèmic. A través de l'odissea de dos artistes en un món en guerra —no sense evocar el que ha conegut durant la Segona Guerra Mundial—, denuncia la indiferència i l'absència d'implicació dels individus en aquests esdeveniments que trastornen la humanitat. El 1968, Bergman va fer la pel·lícula Passió, última pel·lícula dirigida per a la Svensk Filmindustri abans d'anar per lliure, i estrenada l'octubre de 1969. Passió se centra sobre la parella, la vida conjugal i els seus esquinços, temàtica que reprèn també en Beröringen (1970), una coproducció internacional en llengua anglesa que arribarà a ser una de les més superficials, i un gran fracàs. El març de 1969, va tenir el seu primer contacte amb la televisió, amb el curtmetratge en blanc i negre titulat Riten, que es va presentar a les cadenes de televisió de Suècia, Noruega, Finlàndia i Dinamarca. El 1969, Bergman va fer un documental amb un fort compromís social amb la televisió sueca, titulat Fårödokument, que es va projectar per primera vegada el 10 de novembre de 1970, dedicat a la seva illa (Fårö), on el protagonista és el poble de l'illa, i se li dona l'espai per exposar els seus problemes i exigir els seus drets. Escriu el guió del telefilm La mentida (1970), que serà l'objecte de no menys de tres adaptacions per la pantalla petita -pel realitzador suec Jan Molander (Reservatet, 1970), el britànic, Alan Bridges (The Lie, episodi de la sèrie Play for Today, 1970) i l'americà, Alex Segal (The Lie, 1973).
De la mateixa manera que les pel·lícules, al teatre, l'escenificació que elabora de Somni de Strindberg obté un cert ressò que porta el grup a una gira europea. El 1970 marca també la defunció del pare d'Ingmar Bergman i el de la seva exesposa Gun Hagberg. La seva relació amb Liv Ullman, de la qual va néixer una filla, Linn, es deteriora i arriba al final.

### Crits i murmuris, l'apoteosi

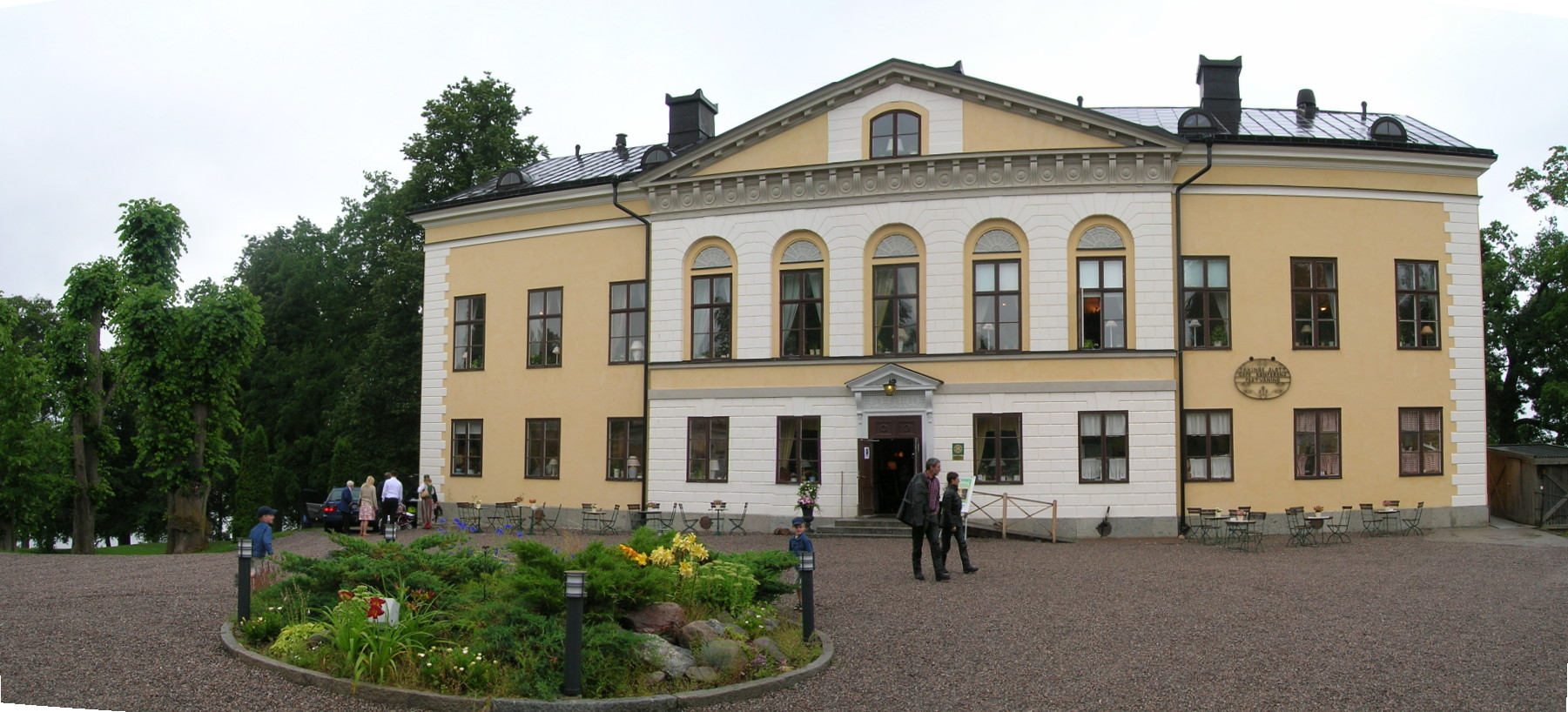
El castell Taxinge-Näsby és la decoració de Crits i murmuris. Avui en dia, atracció turística, però en el moment del rodatge es trobava en un estat de ruïna avançada

«Estimats amics, farem una pel·lícula junts. Serà diferent de tot el que hem fet fins ara, i el guió que teniu aquí és també d'un gènere inhabitual». Aquesta carta oberta es va publicar inicialment a la revista cinematogràfica sueca Chaplin. En aquests termes, el 1971, Ingmar Bergman s'adreça a cadascun dels intèrprets de la seva pròxima pel·lícula, Crits i murmuris. La carta, que fa de guió, descriu les impressions, els personatges i les indicacions escèniques. El text insisteix en el color vermell com a color dominant i sobre la llum natural, que serà l'única feta servir. Per a les necessitats del futur rodatge, el cineasta i el seu operador en cap habitual, Sven Nykvist, van anar tres setmanes a un castell proper a Mariefred, que serà la decoració de la pel·lícula, per estudiar la manera com la llum penetra a les habitacions. El rodatge té lloc el setembre del 1971 i dura vuit setmanes. Els finançaments són modestos. L'autor els obté de Sven Nykvist i dels intèrprets, que posen el seu salari com a participació. Per completar el pressupost, l'Institut Suec del cinema li concedeix una subvenció, cosa que posa en marxa una polèmica; la legitimitat d'Ingmar Bergman a rebre fons és discutida, tenint en compte la seva rellevància internacional. Tanmateix, la producció es desenvolupa en bones condicions i es completa. Per contra, malgrat l'èxit, a la pel·lícula li costa trobar un distribuïdor. És Roger Corman, productor reputat de la sèrie B, amb qui la pel·lícula d'Ingmar Bergman troba una sala a Nova York per a l'estrena mundial el 21 de desembre de 1972. No és fins al març de 1973 que, finalment, es projecta davant del públic suec.
L'acció es desenvolupa a porta tancada al casal familiar, on Agnès no acaba mai d'agonitzar amb sofriments atroços. Les seves dues germanes i la minyona són a la capçalera del seu llit, impotents. La tensió exacerba les passions i revela les relacions ambigües que mantenen entre elles. L'una, Karin, és tancada en un infern neuròtic, rebutjant el contacte, repugnant a tota forma d'abandó. L'altra, Anna, és manipuladora, jugant i burlant-se de les regles socials. Totes dues es troben en la incapacitat per fer front al sofriment de la seva germana, quan la serventa, en el fons més intuïtiva, sap acompanyar els últims instants d'Agnès amb més humanitat. En aquest sentit, el pla continua sent cèlebre, reunides Agnès i la minyona, i és el punt culminant de la pel·lícula. Ingmar Bergman explora el sofriment, i la mort, i el que projecten sobre altri: terror, rebuig, compassió. Crits i murmuris és acollit com una obra sublim i desconcertant. Constitueix, sens dubte, el punt clau de la carrera del director.
| « | És l'ombra de la mort el que dona relleu a la vida. | » |
| — |                                                     |   |

Ingmar Bergman no espera l'acabament de la postproducció de Crits i murmuris, el tractament del color en laboratori s'eternitza, per atacar un nou projecte ambiciós: Secrets d'un matrimoni, una sèrie de televisió de sis episodis de 50 minuts que explica a porta tancada la llarga i segura erosió d'una parella encarnada per Liv Ullmann i Erland Josephson. L'obra té un important èxit. Tres milions de teleespectadors segueixen els últims episodis, més del terç de la població sueca de l'època. És un fenomen de masses; el fulletó troba ecos inesperats en l'opinió pública, la premsa segueix amb enquestes la inquietud de les parelles modernes. El creador de la sèrie Dallas pretendrà fins i tot haver-se'n inspirat. Ingmar Bergman en farà un nou muntatge de dues hores i mitja per al cinema. Realitza llavors dues posades en escena per a la televisió: una adaptació d'El misantrop (Misantropen 1974) de Molière i una altra de La flauta màgica (Trollflöjten 1975) de Mozart, amb què finalment va poder fer realitat el somni de vint-i-cinc anys abans. De fet, en aquell moment, era a Malmö i volia dirigir Trollflöjten però no es va atrevir, per por de no tenir els actors adequats i la maduresa necessària. Ara, gràcies a la relació amb la televisió, podia parlar de Mozart, que juntament amb Chopin i Wagner, era un dels seus compositors més estimats i present, amb la seva música, en moltes de les seves pel·lícules. La pel·lícula va ser elogiada pels crítics de cinema i més encara pels amants de la música. El cinèfil G. Legrand va escriure a la revista Positif: «més intel·ligent, més àgil, el ritme de la il·lustració de la música no està estretament lligat a la música i, al contrari, la dobla, deixant-la més explícita, sense substituir-la.»

### Exili
El 1976 Bergman va realitzar, gairebé com un apèndix de Trollflöjten, una obra breu de televisió també de considerable valor, titulada De Fördömda Kvinnornas Dans: se'n pot parlar de dansa i de mim en la música. El drama psicològic Cara a cara, de 1976, també va néixer com una pel·lícula per a televisió en quatre episodis de cinquanta minuts cada un, convertit en una pel·lícula que dura 135 minuts, que va ser presentat al Festival de Canes. Aquesta és una obra que ell mateix jutja en la seva autobiografia: no és la millor i afirma: «la fatiga artística sota la prima tela».
El 1976 Bergman tenia la seva companyia cinematogràfica, la Cinematograph, que estava situada en un bell palau a Estocolm; acabava de finalitzar el guió de Cara a cara (1976), que coproduiria la societat de Dino de Laurentiis. Els suports eren considerables. L'estada a Los Angeles per dirigir un seminari sobre el cinema li proporciona contactes amb els productors estatunidencs. Coneix cineastes com William Wyler i Billy Wilder. Dino De Laurentiis havia acordat produir el guió de Das Schlangenei i L'últim matrimoni (1971) amb Ingrid von Rosen semblava sòlid: no es podia imaginar la tempesta que s'acostava.
Tanmateix, un control fiscal de l'empresa posa un final brutal als seus projectes, i fins i tot va portar a la detenció del cineasta el 30 de gener de 1976. Inculpat de frau fiscal, l'escenògraf llavors en plena posada en escena d'un espectacle, és portat per la policia a un interrogatori. És deixat anar quan acaba l'entrevista. El fet surt als diaris i engendra una verdadera publicitat mediàtica. Fortament emocionat, el cineasta s'enclaustra a casa seva; sota la impulsió de la seva dona, és conduït a l'hospital psiquiàtric Karolinska alguns dies després. Ingmar Bergman sap que les investigacions són finalment abandonades un mes més tard, mentre que reposa a la seva casa a l'illa de Fårö. No lliure, però, dels seus problemes, es va capbussar intensament en la feina i, en aquest període, va néixer el tema de Sonata de tardor amb el títol provisional de Mare, filla i mare. El 22 d'abril, publica en la premsa una carta oberta en la qual explica els seus embolics amb el tresor públic i anuncia que se'n va de Suècia. A final d'octubre, sempre assetjat per la burocràcia, va decidir sortir de Suècia i, després d'haver dipositat els seus actius en un compte amb la seva dona, es va dirigir primer a París i després a Copenhaguen per decidir, durant aquest temps que filmaria als estudis Bavaria Film de Múnic la pel·lícula Das Schlangenei (L'ou de la serp). 
L'estiu el va passar a Los Angeles, amb una visita a Frankfurt per recollir el Premi Goethe, una nostàlgica visita a Fårö i una altra a Mònaco, el 28 d'octubre de 1977, per assistir a l'estrena de la pel·lícula.
El 1978, després de la pel·lícula alemanya Das Schlangenei, Bergman, que mentrestant havia resolt els seus problemes amb l'IRS, va dirigir una pel·lícula noruega, Sonata de tardor. La pel·lícula suposa la trobada amb Ingrid Bergman, que no treballa a Escandinàvia des del 1940, a excepció d'un episodi de Stimulanzia dirigit per Gustaf Molander. No obstant això, amb actors alemanys, entre 1979 i 1980, el director va crear als Bavaria Filmstudios, Aus dem Leben der Marionetten (Un món de titelles): encara tenia un estudi a Múnic i contactes a la República Federal. La pel·lícula marca el retorn al blanc i negre, que a Bergman li agradava molt, però no té bones crítiques, començant per les alemanyes.

### Els anys vuitanta

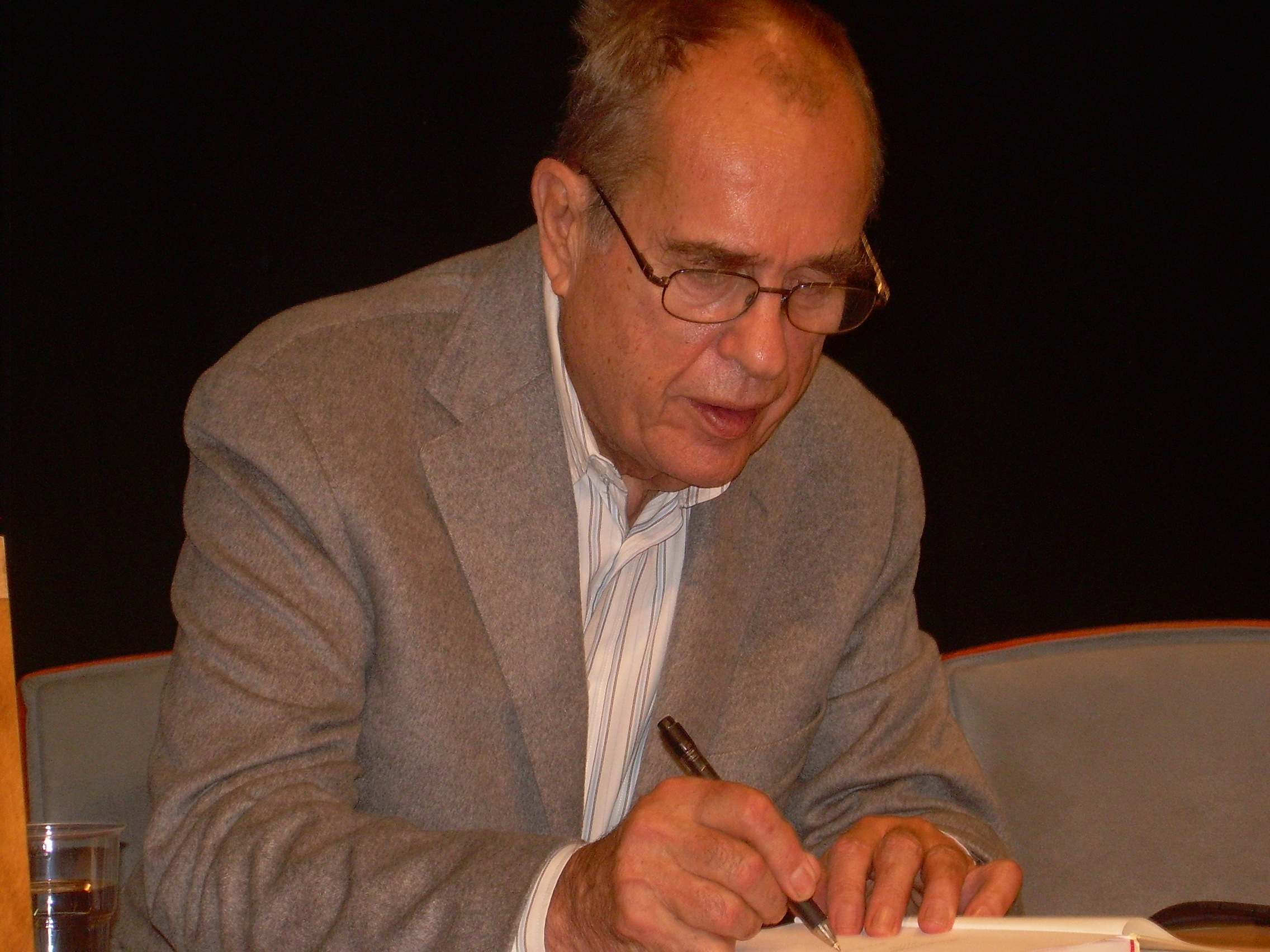
Jörn Donner (2008), director de l'Institut Suec del Cinema, va produir Fanny i Alexander

En tornar d'Alemanya, es retirarà a l'illa de Fårö i el 1982 realitzarà la que hauria d'haver estat, segons les seves intencions, la seva última pel·lícula, per deixar el cinema, Fanny i Alexander, retrat meravellós d'Uppsala, la seva ciutat natal, entre 1907 i 1909. Els personatges són una seixantena, i el centre de la història, un pastor protestant elegant i pèrfid, igual que el pare del director. La pel·lícula havia de durar sis hores, però la durada va ser rebutjada per la censura, de manera que la versió de la televisió tindrà una durada de cinc hores, i la del cinema tres hores. 
Una obra mestra va néixer amb forts elements autobiogràfics i, com diu Giovanni Grazzini: «un resum de quaranta anys de cinema». Després de l'èxit de Fanny i Alexander, Bergman, en els anys següents, cosa que demostra que la seva marxa del cinema no era definitiva, va dirigir el 1983 la parapsicològica Efter repetitionen, creada per a la televisió, però presentada a Canes i distribuïda primer com una pel·lícula normal i després en vídeo.
El 1986 dirigeix la teòrica De tva saliga, que denota l'encara gran activitat artística del director, malgrat la seva avançada edat. Encara que no rodi més pel·lícules, Bergman no va cessar l'activitat, i es va ocupar de treballs per a la televisió, i el mateix 1986, treu el curt Karins ansikte dedicat a la seva mare. També el 1986 va ser convidat a la televisió per fer una llarga entrevista de 57 minuts, en què explicava el temps i els mètodes per fer el film Fanny i Alexander.
| « | La vellesa és comparable a l'ascensió d'una muntanya. Com més puges, més cansat estàs i sense alè, però també la teva visió s'ha eixamplat! | » |
| — | |   |

### La dècada dels noranta i la televisió

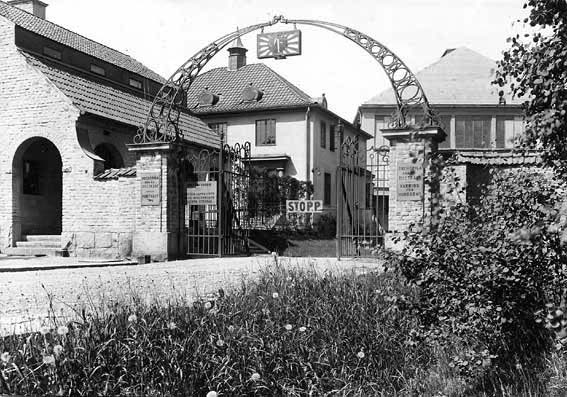
L'interior de moltes escenes en les pel·lícules de Bergman van ser rodades a l'estudi Filmstaden, al nord d'Estocolm (1925, aproximadament)

Després de deixar el cinema per dedicar-se al teatre, Bergman va escriure el 1991 el guió de Den goda viljan, una producció televisiva de sis hores, adaptada a la pantalla en dues hores i quaranta minuts, dirigida per Bille August, el director danès que va guanyar el 1989 l'Oscar a la millor pel·lícula de parla no anglesa amb Pelle, el conqueridor. De la pel·lícula, va editar-se el llibre titulat La bona voluntat, que porta la signatura de Bergman.
L'abril de 1991 va portar a Itàlia una obra escrita pel japonès Yukio Mishima, Madame de Sade, que es va representar Parma en el Festival dels actors. En el mateix mes va ser representat al petit teatre, al pis superior de la Dramaten d'Estocolm, la seva adaptació de Peer Gynt d'Ibsen, amb la interpretació de Bibi Andersson, i al juny Bergman dirigeix Les bacants d'Eurípides, amb música de Daniel Bortz, a l'Opera d'Estocolm, i n'obté un gran èxit de públic.
També el 1991 es va ocupar del guió de la pel·lícula Soendagsbarn dirigida pel seu fill Daniel, que és un episodi de la infància de Bergman, en particular de les passejades que feia amb bicicleta amb el seu pare, explicat en la seva autobiografia La llanterna màgica. Entre 1992 i 1994, Bergman va realitzar una sèrie desafortunada de pel·lícules per a la televisió: De Sade Markisinnan (1992), Backanterna (1993) i Skriket Sista  (1994). El 1995 va esdevenir membre d'honor de la Unió dels Teatres d'Europa.
El 1996, Bergman va col·laborar en la pel·lícula Enskilda samtal dirigida per Liv Ullmann i el 1997 va decidir tornar darrere de la càmera, realitzant, per a la televisió sueca, En presència d'un clown, pel·lícula situada el 1925 en un hospital psiquiàtric, on es trobava reclòs el 1977: la història és la d'un home que vol fer la primera pel·lícula de la història del cinema, i malgrat que la pel·lícula no funciona, decideix recitar-la com en el teatre. Aquest mateix any, en polèmica amb els crítics de cinema, es va negar a recollir el premi de reconeixement a una carrera, atorgat a Canes. El 1999, dona a Liv Ullmann el nou guió de la pel·lícula Trolösa i presenta al teatre Els cineastes sobre el tema de l'alcoholisme.

### Els últims anys
El 2000 va rodar Bildmakarna per a la televisió, que parla de com Victor Sjöström, el gran director suec, va rodar el 1921 un dels seus més famosos films: Körkarlen. El 2002 va publicar el llibre Imatges, amb moltes fotografies que es relacionen amb la seva infància. El 2003 va rodar Saraband, la seqüela de Secrets d'un matrimoni, que va ser cofinançat per quatre cadenes europees, entre les quals la RAI i va ser rodada amb tècniques digitals. Sobre el plató, Bergman va dir: Aquesta és la meva última pel·lícula
| « | Cal rodar cada pel·lícula com si fos l'última. | » |
| — |                                                |   |

El 20 de gener de 2005, Bergman va ser guardonat amb el premi Federico Fellini per l'excel·lència de la seva producció artística cinematogràfica.
| «                  | Bergman és realment l'exemple viu del que entenc per espectacle, és a dir, que demostra que en l'art tots els mitjans són lícits... la seva manera d'explicar, la riquesa del seu temperament són exactament el que convé a un home d'espectacle, és a dir, una barreja de mag i de prestidigitador, de profeta i de pallasso, de venedor de corbates i de sacerdot... | » |
| — Federico Fellini | |   |

Bergman morí mentre dormia el 30 de juliol de 2007 a l'edat de 89 anys a la seva casa sueca de l'illa de Fårö, el mateix dia que Michelangelo Antonioni. El seu funeral va tenir lloc a Fårö en una cerimònia privada, a la qual van assistir un petit cercle d'amics i familiars, com Liv Ullmann i Bibi Andersson.
| « | Es neix sense sentit, es viu sense comprendre, i es mor aniquilat. | » |
| — |                                                                    |   |

## Filmografia
Aquesta és una llista d'obres cinematogràfiques escrites, dirigides i/o produïdes per Bergman:
| Any  | Títol en català             | Títol original                          | Com a     | Com a    | Com a     | Notes                                                                                           |
| Any  | Títol en català             | Títol original                          | Guionista | Director | Productor | Notes                                                                                           |
| ---- | --------------------------- | --------------------------------------- | --------- | -------- | --------- | ----------------------------------------------------------------------------------------------- |
| 1944 |                             | Hets                                    | Sí        |          |           | Dirigida per Alf Sjöberg. Bergman també fa d'ajudant de direcció, dirigeix les últimes escenes. |
| 1945 |                             | Kris                                    | Sí        | Sí       |           |                                                                                                 |
| 1946 |                             | Det regnar på vår kärlek                | Sí        | Sí       |           |                                                                                                 |
| 1947 |                             | Kvinna utan ansikte                     | Sí        |          |           | Dirigida per Gustaf Molander                                                                    |
| 1947 |                             | Skepp till India land                   | Sí        | Sí       |           |                                                                                                 |
| 1948 |                             | Musik i mörker                          | Sí        | Sí       |           |                                                                                                 |
| 1948 |                             | Hamnstad                                | Sí        | Sí       |           |                                                                                                 |
| 1948 |                             | Eva                                     | Sí        |          |           | Dirigida per Gustaf Molander                                                                    |
| 1949 |                             | Fängelse                                | Sí        | Sí       |           |                                                                                                 |
| 1949 |                             | Törst                                   | Sí        | Sí       |           |                                                                                                 |
| 1950 |                             | Till glädje                             | Sí        | Sí       |           |                                                                                                 |
| 1950 |                             | Medan staden sover                      | Sí        |          |           | Dirigida per Lars-Eric Kjellgren                                                                |
| 1950 |                             | Sånt händer inte här                    | Sí        | Sí       |           |                                                                                                 |
| 1950 |                             | Frånskild                               | Sí        |          |           | Dirigida per Gustaf Molander                                                                    |
| 1951 |                             | Sommarlek                               | Sí        | Sí       |           |                                                                                                 |
| 1952 |                             | Kvinnors väntan                         | Sí        | Sí       |           |                                                                                                 |
| 1953 | L'estiu amb Monika          | Sommaren med Monika                     | Sí        | Sí       |           |                                                                                                 |
| 1953 |                             | Gycklarnas afton                        | Sí        | Sí       |           |                                                                                                 |
| 1954 |                             | En lektion i kärlek                     | Sí        | Sí       |           |                                                                                                 |
| 1955 |                             | Kvinnodröm                              | Sí        | Sí       |           |                                                                                                 |
| 1955 | Somriures d'una nit d'estiu | Sommarnattens leende                    | Sí        | Sí       |           |                                                                                                 |
| 1956 |                             | Sista paret ut                          | Sí        |          |           | Dirigida per Alf Sjöberg                                                                        |
| 1957 | El setè segell              | Det sjunde inseglet                     | Sí        | Sí       |           |                                                                                                 |
| 1957 | Maduixes silvestres         | Smultronstället                         | Sí        | Sí       |           |                                                                                                 |
| 1957 |                             | Bakomfilm Smultronstället               |           | Sí       | Sí        | Curtmetratge documental                                                                         |
| 1957 |                             | Nattens ljus                            | Sí        |          |           | Dirigida per Lars-Eric Kjellgren                                                                |
| 1957 |                             | Nära livet                              | Sí        | Sí       |           |                                                                                                 |
| 1957 |                             | Herr Sleeman kommer                     | Sí        | Sí       |           | Telefilm                                                                                        |
| 1958 |                             | Venetianskan                            | Sí        | Sí       |           | Telefilm                                                                                        |
| 1958 |                             | Ansiktet                                | Sí        | Sí       |           |                                                                                                 |
| 1960 | La font de la donzella      | Jungfrukällan                           | Sí        | Sí       | Sí        | Com a productor no surt als crèdits.                                                            |
| 1960 |                             | Djävulens öga                           | Sí        | Sí       |           |                                                                                                 |
| 1961 |                             | Såsom i en spegel                       | Sí        | Sí       |           |                                                                                                 |
| 1961 |                             | Lustgården                              | Sí        |          |           | Dirigida per Alf Kjellin                                                                        |
| 1962 | Els combregants             | Nattvardsgästerna                       | Sí        | Sí       |           |                                                                                                 |
| 1963 |                             | Tystnaden                               | Sí        | Sí       |           |                                                                                                 |
| 1964 |                             | För att inte tala om alla dessa kvinnor | Sí        | Sí       |           |                                                                                                 |
| 1965 |                             | Don Juan                                | Sí        | Sí       |           | Telefilm                                                                                        |
| 1966 |                             | Persona                                 | Sí        | Sí       | Sí        |                                                                                                 |
| 1967 |                             | Stimulantia                             | Sí        | Sí       |           | Sèrie de televisió. Episodi "Daniel".                                                           |
| 1968 |                             | Vargtimmen                              | Sí        | Sí       |           |                                                                                                 |
| 1968 |                             | Skammen                                 | Sí        | Sí       |           |                                                                                                 |
| 1968 |                             | Riten                                   | Sí        | Sí       |           |                                                                                                 |
| 1969 |                             | Fårö dokument                           | Sí        | Sí       |           |                                                                                                 |
| 1969 | Passió                      | En passion                              | Sí        | Sí       |           |                                                                                                 |
| 1970 |                             | Reservatet                              | Sí        |          |           | Telefilm. Dirigit per Jan Molander.                                                             |
| 1970 |                             | Play for Today                          | Sí        |          |           | Sèrie de televisió. Episodi "The Lie". Dirigit per Alan Bridges.                                |
| 1971 |                             | Beröringen                              | Sí        | Sí       | Sí        |                                                                                                 |
| 1972 | Crits i murmuris            | Viskningar och rop                      | Sí        | Sí       | Sí        |                                                                                                 |
| 1973 |                             | The Lie                                 | Sí        |          |           | Telefilm. Dirigit per Alex Segal.                                                               |
| 1973 |                             | Kallelsen                               |           |          | Sí        | Curtmetratge. Dirigit per Sven Nykvist.                                                         |
| 1974 | Secrets d'un matrimoni      | Scener ur ett äktenskap                 | Sí        | Sí       |           |                                                                                                 |
| 1974 |                             | Misantropen                             | Sí        | Sí       |           |                                                                                                 |
| 1975 |                             | Trollflöjten                            | Sí        | Sí       |           |                                                                                                 |
| 1976 | Cara a cara                 | Ansikte mot ansikte                     | Sí        | Sí       |           |                                                                                                 |
| 1976 |                             | De fördömda kvinnornas dans             | Sí        | Sí       | Sí        | Curtmetratge                                                                                    |
| 1977 |                             | Das Schlangenei                         | Sí        | Sí       |           |                                                                                                 |
| 1977 |                             | Paradistorg                             |           |          | Sí        | Curtmetratge. Dirigit per Gunnel Lindblom.                                                      |
| 1978 | Sonata de tardor            | Höstsonaten                             | Sí        | Sí       |           |                                                                                                 |
| 1978 |                             | Rätt ut i luften                        |           |          | Sí        | Telefilm. Dirigit per Erland Josephson.                                                         |
| 1979 |                             | Farö-dokument                           | Sí        | Sí       |           |                                                                                                 |
| 1979 |                             | Min älskade                             |           |          | Sí        | Dirigida per Kjell Grede.                                                                       |
| 1980 | De la vida dels titelles    | Aus dem Leben der Marionetten           | Sí        | Sí       | Sí        |                                                                                                 |
| 1981 |                             | Sally och friheten                      |           |          | Sí        | Dirigida per Gunnel Lindblom.                                                                   |
| 1982 | Fanny i Alexander           | Fanny och Alexander                     | Sí        | Sí       |           |                                                                                                 |
| 1983 |                             | Hustruskolan                            | Sí        | Sí       |           | Telefilm                                                                                        |
| 1984 |                             | Karins Ansikte                          | Sí        | Sí       |           | Curtmetratge                                                                                    |
| 1984 |                             | Efter repetitionen                      | Sí        | Sí       |           |                                                                                                 |
| 1985 |                             | Det två saliga                          | Sí        | Sí       |           |                                                                                                 |
| 1986 |                             | Dokument Fanny och Alexander            | Sí        | Sí       |           | Curtmetratge                                                                                    |
| 1987 |                             | Gotska Sandön                           |           |          | Sí        | Documental. Dirigit per Arne Carlsson.                                                          |
| 1992 |                             | Den Goda viljan                         | Sí        |          |           | Dirigida per Bille August                                                                       |
| 1992 |                             | Söndagsbarn                             | Sí        |          |           | Dirigida per Daniel Bergman                                                                     |
| 1992 |                             | Markisinnan de Sade                     | Sí        | Sí       |           |                                                                                                 |
| 1990 |                             | A Little Night Music                    | Sí        |          |           | Telefilm. Dirigit per Scott Ellis.                                                              |
| 1993 |                             | Backanterna                             | Sí        | Sí       |           |                                                                                                 |
| 1995 |                             | Sista Skriket                           | Sí        | Sí       |           |                                                                                                 |
| 1996 |                             | Enskilda samtal                         | Sí        |          |           | Telefilm. Dirigit per Liv Ullmann.                                                              |
| 1997 | En presència d'un clown     | Larmar och gör sig till                 | Sí        | Sí       |           |                                                                                                 |
| 2000 |                             | Bildmakarna                             | Sí        | Sí       |           |                                                                                                 |
| 2000 |                             | Trolösa                                 | Sí        |          |           | Dirigida per Liv Ullmann                                                                        |
| 2003 |                             | Saraband                                | Sí        | Sí       |           |                                                                                                 |

### Doblades al català
Aquestes són les pel·lícules d'Ingmar Bergman que han estat doblades al català.
- 1953: L'estiu amb Monika (Sommaren med Monika)
- 1955: Somriures d'una nit d'estiu (Sommarnattens leende)
- 1957: El setè segell (Det sjunde inseglet)
- 1957: Maduixes silvestres (Smultronstället)
- 1960: La font de la donzella (Jungfrukällan)
- 1963: Els combregants (Nattvardsgästerna)
- 1969: Passió (En passion)
- 1972: Crits i murmuris (Viskningar och rop)
- 1974: Secrets d'un matrimoni (Scener ur ett aktenskap)
- 1976: Cara a cara (Ansikte mot ansikte)
- 1978: Sonata de tardor (Höstsonaten)
- 1980: De la vida dels titelles (Aus dem leben der marionetten)
- 1982: Fanny i Alexander (Fanny och Alexander)
- 1997: En presència d'un clown (Larmar och gör sig till)

## Producció literària
Bergman va escriure obres teatrals, contes, novel·les i guions cinematogràfics, principalment:
- Moraliteter: tre pjäser (Rakel och biografvaktmästaren, Dagen slutar tidigt, Mig till skräck), 1948
- Svenska radiopjäser (Staden), 1951
- Svenska radiopjäser (Trämålning), 1954
- Det att göra film, 1959
- Varje film är min sista film, 1959
- En filmtrilogi/Filmberättelser 1 (Såsom i en spegel, Nattvardsgästerna, Tystnaden), 1963/1973
- Filmberättelser 2 (Persona, Vargtimmen, Skammen, En passion), 1973
- Filmberättelser 3 (Riten, Reservatet, Beröringen, Viskningar och rop), 1973
- Scener ur ett äktenskap, 1973
- Ansikte mot ansikte, 1976
- Ormens ägg, 1976
- Höstsonaten, 1978
- Ur marionetternas liv, 1980
- Fanny och Alexander, 1982
- Laterna Magica, 1987 (autobiografia)
- Bilder, 1990 (autobiogràfic sobre les pel·lícules)
- Den goda viljan, 1991 (novel·les)
- Det sjunde inseglet/La septieme sceau, 1992
- Söndagsbarn, 1993 (novel·les)
- Femte akten (Sista skriket, Larmar och gör sig till), 1994
- Röster i Skåne: en antologi, 1996 (contribució de Bergman: "Chef" i "Helsingborg")
- Den goda viljan, Söndagsbarn, Enskilda samtal, 1998 (novel·les)
- Föreställningar (Trolösa, En själslig angelägenhet, Kärlek utan älskare), 2000
- Saraband, 2003
- Fårö 2003, 2003 (escrit amb Tobias Fröberg)

## Premis
Els principals premis i nominacions que Bergman rebé per la seva filmografia foren els següents:
| Premi/Organització        | Any  | Categoria                               | Pel·lícula                  | Resultat   | Ref.            |
| ------------------------- | ---- | --------------------------------------- | --------------------------- | ---------- | --------------- |
| Oscars                    | 1960 | Millor guió original                    | Maduixes silvestres         | Nominada   | [ 80 ] [ a ]    |
| Oscars                    | 1961 | Millor pel·lícula en llengua estrangera | La font de la donzella      | Guanyadora | [ 82 ]          |
| Oscars                    | 1962 | Millor pel·lícula en llengua estrangera | Såsom i en spegel           | Guanyadora | [ 83 ]          |
| Oscars                    | 1963 | Millor guió original                    | Såsom i en spegel           | Nominada   | [ 84 ]          |
| Oscars                    | 1971 | Premi Irving G. Thalberg                |                             | Guanyador  | [ 85 ] [ b ]    |
| Oscars                    | 1974 | Millor pel·lícula                       | Crits i murmuris            | Nominada   | [ 87 ]          |
| Oscars                    | 1974 | Millor director                         | Crits i murmuris            | Nominada   | [ 87 ]          |
| Oscars                    | 1974 | Millor guió original                    | Crits i murmuris            | Nominada   | [ 87 ]          |
| Oscars                    | 1977 | Millor director                         | Cara a cara                 | Nominada   | [ 88 ]          |
| Oscars                    | 1979 | Millor guió original                    | Sonata de tardor            | Nominada   | [ 89 ]          |
| Oscars                    | 1984 | Millor pel·lícula en llengua estrangera | Fanny i Alexander           | Guanyadora | [ 90 ]          |
| Oscars                    | 1984 | Millor director                         | Fanny i Alexander           | Nominada   | [ 90 ]          |
| Oscars                    | 1984 | Millor guió original                    | Fanny i Alexander           | Nominada   | [ 90 ]          |
| Premis César              | 1976 | Millor pel·lícula estrangera            | Trollflöjten                | Nominada   | [ 91 ]          |
| Premis César              | 1979 | Millor pel·lícula estrangera            | Sonata de tardor            | Nominada   | [ 92 ]          |
| Premis César              | 1984 | Millor pel·lícula estrangera            | Fanny i Alexander           | Guanyadora | [ 93 ]          |
| Premis César              | 2005 | Millor pel·lícula de la Unió Europea    | Saraband                    | Nominada   | [ 94 ]          |
| Premis David di Donatello | 1984 | Millor director estranger               | Fanny i Alexander           | Guanyadora | [ 95 ]          |
| Premis David di Donatello | 1984 | Millor pel·lícula estrangera            | Fanny i Alexander           | Guanyadora | [ 95 ]          |
| Premis David di Donatello | 1984 | Millor guió estranger                   | Fanny i Alexander           | Guanyadora | [ 95 ]          |
| Premis BAFTA              | 1957 | Millor pel·lícula                       | Somriures d'una nit d'estiu | Nominada   |                 |
| Premis BAFTA              | 1959 | Millor pel·lícula                       | Maduixes silvestres         | Nominada   |                 |
| Premis BAFTA              | 1960 | Millor pel·lícula                       | Ansiktet                    | Nominada   | [ 96 ]          |
| Premis BAFTA              | 1963 | Millor pel·lícula                       | Såsom i en spegel           | Nominada   |                 |
| Premis BAFTA              | 1984 | Millor pel·lícula de parla no anglesa   | Fanny i Alexander           | Nominada   | [ 97 ]          |
| Premis Globus d'Or        | 1960 | Millor pel·lícula de parla no anglesa   | Maduixes silvestres         | Guanyadora | [ 98 ]          |
| Premis Globus d'Or        | 1961 | Millor pel·lícula de parla no anglesa   | La font de la donzella      | Guanyadora | [ 99 ]          |
| Premis Globus d'Or        | 1969 | Millor pel·lícula de parla no anglesa   | Skammen                     | Nominada   | [ 100 ]         |
| Premis Globus d'Or        | 1973 | Millor pel·lícula de parla no anglesa   | Crits i murmuris            | Nominada   | [ 101 ]         |
| Premis Globus d'Or        | 1975 | Millor pel·lícula de parla no anglesa   | Secrets d'un matrimoni      | Guanyadora | [ 102 ]         |
| Premis Globus d'Or        | 1976 | Millor pel·lícula de parla no anglesa   | Trollflöjten                | Nominada   |                 |
| Premis Globus d'Or        | 1977 | Millor pel·lícula de parla no anglesa   | Cara a cara                 | Guanyadora | [ 103 ]         |
| Premis Globus d'Or        | 1979 | Millor pel·lícula de parla no anglesa   | Sonata de tardor            | Guanyadora | [ 104 ]         |
| Premis Globus d'Or        | 1984 | Millor pel·lícula de parla no anglesa   | Fanny i Alexander           | Guanyadora | [ 105 ]         |
| Premis Globus d'Or        | 1984 | Globus d'Or al millor director          | Fanny i Alexander           | Nominada   | [ 105 ]         |
| Festival de Berlín        | 1958 | Os d'Or                                 | Maduixes silvestres         | Guanyadora | [ 106 ]         |
| Festival de Berlín        | 1958 | Premi FIPRESCI                          | Maduixes silvestres         | Guanyadora | [ 107 ]         |
| Festival de Berlín        | 1962 | Premi OCIC                              | Såsom i en spegel           | Guanyadora |                 |
| Festival de Berlín        | 1962 | Os d'Or                                 | Såsom i en spegel           | Nominada   | [ 108 ]         |
| Festival de Canes         | 1955 | Millor humor poètic                     | Somriures d'una nit d'estiu | Guanyadora | [ 109 ]         |
| Festival de Canes         | 1955 | Palma d'Or                              | Somriures d'una nit d'estiu | Nominada   | [ 109 ]         |
| Festival de Canes         | 1957 | Premi del Jurat                         | El setè segell              | Guanyadora | [ 109 ]         |
| Festival de Canes         | 1958 | Millor director                         | Nära livet                  | Guanyadora | [ 109 ]         |
| Festival de Canes         | 1958 | Palma d'Or                              | Nära livet                  | Nominada   | [ 109 ]         |
| Festival de Canes         | 1960 | Menció Especial                         | La font de la donzella      | Guanyadora | [ 110 ]         |
| Festival de Canes         | 1960 | Palma d'Or                              | La font de la donzella      | Nominada   | [ 110 ]         |
| Festival de Canes         | 1960 | Premi FIPRESCI                          | La font de la donzella      | Guanyadora | [ 107 ]         |
| Festival de Canes         | 1973 | Gran Premi Tècnic                       | Crits i murmuris            | Guanyadora |                 |
| Festival de Canes         | 1997 | Palma de les Palmes                     |                             | Guanyador  |                 |
| Festival de Canes         | 1998 | Premi Ecumènic del Jurat                |                             | Guanyador  | [ 111 ] [ 112 ] |
| Festival de Venècia       | 1958 | Premi Pasinetti                         | Maduixes silvestres         | Guanyadora |                 |
| Festival de Venècia       | 1959 | Gran Premi del Jurat                    | Ansiktet                    | Guanyadora | [ 113 ]         |
| Festival de Venècia       | 1959 | Lleó d'Or                               | Ansiktet                    | Nominada   | [ 114 ]         |
| Festival de Venècia       | 1959 | Premi Nou Cinema                        | Ansiktet                    | Guanyadora |                 |
| Festival de Venècia       | 1959 | Premi Pasinetti                         | Ansiktet                    | Guanyadora |                 |
| Festival de Venècia       | 1971 | Lleó d'Or per la carrera                |                             | Guanyador  | [ 115 ]         |
| Festival de Venècia       | 1983 | Premi FIPRESCI                          | Fanny i Alexander           | Guanyadora | [ 116 ]         |

Bergman també rebé altres distincions, com el Premi Internacional de Teatre Luigi Pirendello (1971), la Medalla d'Or de l'Acadèmia Sueca (1977) o el fet de ser comanador de la Legió d'Honor (1985).

## Influència en altres directors de cinema

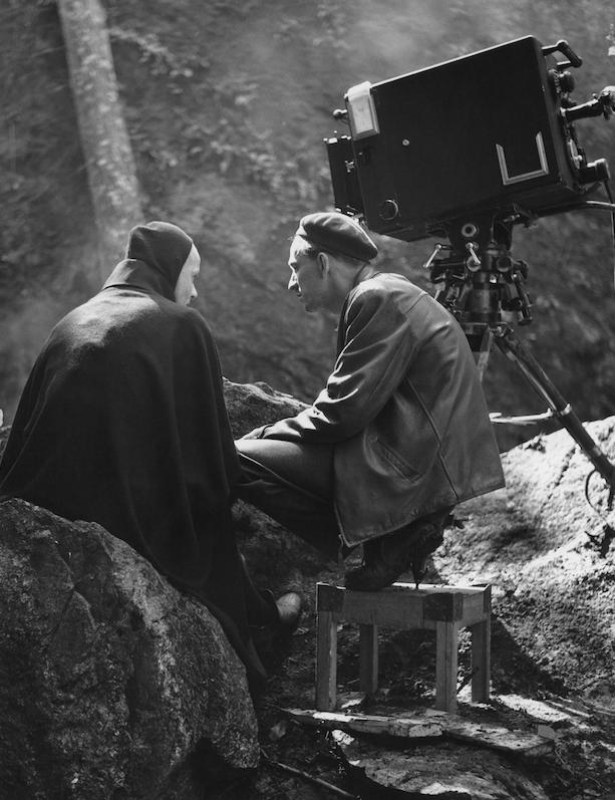
Fotografia de l'actor Bengt Ekerot i el director Ingmar Bergman durant el rodatge principal d'El setè segell.

Woody Allen ha admirat Bergman fins al punt de plagiar la seva obra, proposant una síntesi entre El setè segell i Secrets d'un matrimoni. Almodóvar afirma: recordo primers plans de «Fanny i Alexander» que duraven gairebé deu minuts i, tot i això, no te'n cansaves, d'aquell primer pla […] quan faig servir primers plans extrems, sempre penso en Bergman. Coppola diu que Bergman és el seu director favorit, ja que expressa passió, emoció i cordialitat. Eric Rohmer considera que El setè segell és el millor film mai rodat. I Martin Scorsese no veu com no pots haver estat influenciat per Bergman. Per la seva part, Steven Spielberg afirma: el seu amor pel cinema quasi dona remordiments.
També Lars von Trier, Mia Mäkila, Catherine Breillat i altres cineastes han manifestat haver estat influïts per Bergman.